# Patristični inštitut Augustinianum

Augustinianum je papeška univerzitetna ustanova rimskokatoliške Cerkve v Rimu, pridružena Lateranski papeški univerzi. Sedež ima na naslovu Via Paolo VI, 25 v Rimu. 

Ustanova je naslednik srednjeveške univerze avguštinskega reda »Studium Generale« iz 14. stoletja in nosi ime redovnega ustanovitelja sv. Avguština. V sedanji obliki ga je ustanovila Kongregacija za katoliško vzgojo leta 1989. Vodijo ga redovniki avguštinci. Nudi zlasti podiplomsko izobraževanje na področju patrologije. Izdaja znanstveno revijo Augustinianum in znanstveno zbirko Studia Ephemeridis Augustinianum.